# Jordi van Stappershoef
Jordi van Stappershoef (10 maart 1996) is een Nederlands voetballer die speelt als doelman. In juli 2025 verruilde hij Aldershot Town voor Maidenhead United.

## Clubcarrière
Van Stappershoef speelde in de jeugdopleiding van FC Volendam. In 2014 werd hij bij het eerste elftal gehaald. Hij debuteerde voor de Noord-Hollandse club op 29 augustus 2014, toen met 0–5 gewonnen werd van Sparta Rotterdam door doelpunten van Kevin van Kippersluis (tweemaal), Ludcinio Marengo, Brandley Kuwas en Henk Veerman. Van Stappershoef zat op de bank door afwezigheid van Erik Heijblok en hij viel na zevenentwintig minuten in voor de geblesseerde Theo Timmermans. In het voorjaar van 2018 verlengde de sluitpost zijn verbintenis met een jaar tot medio 2019. In het seizoen 2018/19 speelde hij twintig competitiewedstrijden in de Eerste divisie. 
Na het aflopen van zijn verbintenis in de zomer van 2019 verkaste Van Stappershoef naar Bristol Rovers, dat uitkwam in de League One. Hier fungeerde hij als tweede doelman, achter Anssi Jaakkola. In de zomer van 2021 degradeerde Bristol Rovers uit de League One, waarna Van Stappershoef terecht kon bij Jong AZ. Hier vertrok hij in november van dat jaar weer, toen hij tekende voor AFC.
Medio 2023 keerde Van Stappershoef terug naar Engeland, toen hij voor Aldershot Town tekende. Door de overstap werd hij herenigd met de huidige manager van Aldershot, Tommy Widdrington, die de keeper naar Bristol Rovers had gehaald in zijn vorige rol als Director of Football. Op 6 juni 2024 tekende van Stappershoef een nieuw eenjarig contract bij de club. Hij speelde in zijn eerste seizoen 49 officiële wedstrijden voor Aldershot Town.
In zijn tweede seizoen in Aldershot was Van Stappershoef tweede keus achter de Engelsman Marcus Dewhurst, die in de zomerse transferperiode over was gekomen van Wealdstone. Aldershot speelde op 11 mei 2025 de gewonnen finale van de FA Trophy op Wembley, een duel waarin Van Stappershoef in de negentigste minuut nog mocht invallen. Het waren zijn laatste minuten voor de club, die een week later bekend maakte het aflopende contract van de sluitpost niet te zullen verlengen. Van Stappershoef sloot voor het seizoen 2025/26 aan bij Maidenhead United, dat het voorgaande seizoen was gedegradeerd uit de National League.

## Clubstatistieken
| Seizoen | Club              | Competitie      | Competitie | Competitie | Beker | Beker | Internationaal | Internationaal | Totaal | Totaal |
| Seizoen | Club              | Competitie      | Wed.       | Dlp.       | Wed.  | Dlp.  | Wed.           | Dlp.           | Wed.   | Dlp.   |
| ------- | ----------------- | --------------- | ---------- | ---------- | ----- | ----- | -------------- | -------------- | ------ | ------ |
| 2014/15 | FC Volendam       | Eerste divisie  | 1          | 0          | 0     | 0     | —              | —              | 1      | 0      |
| 2015/16 | FC Volendam       | Eerste divisie  | 0          | 0          | 0     | 0     | —              | —              | 0      | 0      |
| 2016/17 | FC Volendam       | Eerste divisie  | 2          | 0          | 0     | 0     | —              | —              | 2      | 0      |
| 2017/18 | FC Volendam       | Eerste divisie  | 0          | 0          | 0     | 0     | —              | —              | 0      | 0      |
| 2018/19 | FC Volendam       | Eerste divisie  | 20         | 0          | 0     | 0     | —              | —              | 20     | 0      |
| 2019/20 | Bristol Rovers    | League One      | 5          | 0          | 8     | 0     | —              | —              | 13     | 0      |
| 2020/21 | Bristol Rovers    | League One      | 8          | 0          | 5     | 0     | —              | —              | 13     | 0      |
| 2021/22 | Jong AZ           | Eerste divisie  | 0          | 0          | —     | —     | —              | —              | 0      | 0      |
| 2021/22 | AFC               | Tweede divisie  | 10         | 0          | 0     | 0     | —              | —              | 10     | 0      |
| 2022/23 | AFC               | Tweede divisie  | 0          | 0          | 0     | 0     | —              | —              | 0      | 0      |
| 2023/24 | Aldershot Town    | National League | 42         | 0          | 7     | 0     | —              | —              | 49     | 0      |
| 2024/25 | Aldershot Town    | National League | 3          | 0          | 8     | 0     | —              | —              | 11     | 0      |
| 2025/26 | Maidenhead United | National League | 0          | 0          | 0     | 0     | —              | —              | 0      | 0      |
| Totaal  | Totaal            | Totaal          | 91         | 0          | 28    | 0     | 0              | 0              | 119    | 0      |

Bijgewerkt op 26 juni 2025.

## Erelijst
| Competitie       |                  |                  |                  |                  |
| Competitie       | Aantal           | Jaren            |                  |                  |
| Jong FC Volendam | Jong FC Volendam | Jong FC Volendam | Jong FC Volendam | Jong FC Volendam |
| ---------------- | ---------------- | ---------------- | ---------------- | ---------------- |
| Derde divisie    | 1                | 2018/19          |                  |                  |
| Aldershot Town   |                  |                  |                  |                  |
| FA Trophy        | 1                | 2024/25          |                  |                  |